# Kęstutis Kemzūra
Kęstutis Kemzūra, (nacido el 20 de abril de 1970 en Kaunas, Lituania) es un exjugador y actual entrenador de baloncesto lituano que ejerce como entrenador principal de Olympiacos B.C y es seleccionador de la Austria. Entre sus mayores logros, destaca los obtenidos como seleccionador de Lituania, consiguiendo la medalla de bronce en el mundial de Turquía 2010.

## Trayectoria

### Jugador
- Atletas Kaunas (1992-1996)
- Šilutė (1996-1998)
- Lietuvos rytas (1999-1999)
- Panevėžys (1999-2000)
- Allianz Swans Gmunden (2000-2001)

### Entrenador
- Beşiktaş (2001-2002), (Asist.)
- Lietuvos rytas  (2002-2004), (Asist.)
- Lietuvos rytas (2004)
- BC Dinamo San Petersburgo (2004-2005), (Asist.)
- Pallacanestro Treviso (2005-2007), (Asist.)
- Lituania (2005-2006), (Asist.)
- Khimki BC (2007-2008)
- Letonia (2009)
- Lituania (2009-2012)
- Lokomotiv Kuban (2009-2012)
- Prokom Gdynia (2012)
- ČEZ Nymburk (2013-2015)
- Austria (2016-Actualidad)
- Darüşşafaka S.K. (Entrenador asistente) (2017-2019)
- Olympiacos (Entrenador principal) (2019-Actualidad)